# Kabinet-Russell I
Het kabinet-Russell I was de uitvoerende macht van de Britse overheid van 30 juni 1846 tot 22 februari 1852.
| Ambtsbekleder                  | Ambtsbekleder           | Ambtsbekleder                                              | Functie                                        | Ambtstermijn     | Ambtstermijn     | Partij     |
| ------------------------------ | ----------------------- | ---------------------------------------------------------- | ---------------------------------------------- | ---------------- | ---------------- | ---------- |
|                                | John Russell            | Graaf Russell John Russell (1792–1878)                     | Premier                                        | 30 juni 1846     | 22 februari 1852 | Whig Party |
| Leader of the House of Commons | John Russell            | Graaf Russell John Russell (1792–1878)                     |                                                | 30 juni 1846     | 22 februari 1852 | Whig Party |
|                                | Charles Wood            | Sir Charles Wood (1800–1885)                               | Minister van Financiën                         | 30 juni 1846     | 22 februari 1852 | Whig Party |
|                                | Henry John Temple       | Burggraaf Palmerston Henry John Temple (1784–1865)         | Minister van Buitenlandse Zaken                | 30 juni 1846     | 25 december 1851 | Whig Party |
|                                | Granville Leveson-Gower | Graaf Granville Granville Leveson-Gower (1815–1891)        | Minister van Buitenlandse Zaken                | 25 december 1851 | 22 februari 1852 | Whig Party |
|                                | George Grey             | Sir George Grey (1799–1882)                                | Minister van Binnenlandse Zaken                | 30 juni 1846     | 22 februari 1852 | Whig Party |
|                                | Henry Petty-Fitzmaurice | Markies van Lansdowne Henry Petty- Fitzmaurice (1780–1863) | Lord President of the Council                  | 30 juni 1846     | 22 februari 1852 | Whig Party |
| Leader of the House of Lords   | Henry Petty-Fitzmaurice | Markies van Lansdowne Henry Petty- Fitzmaurice (1780–1863) |                                                | 30 juni 1846     | 22 februari 1852 | Whig Party |
|                                | Gilbert Elliot          | Graaf van Minto Gilbert Elliot (1782–1859)                 | Lord Privy Seal                                | 30 juni 1846     | 22 februari 1852 | Whig Party |
|                                | Charles Pepys           | Graaf van Cottenham Charles Pepys (1781–1851)              | Lord Chancellor                                | 30 juni 1846     | 20 juni 1850     | Whig Party |
|                                | Thomas Wilde            | Baron Truro Thomas Wilde (1782–1855)                       | Lord Chancellor                                | 20 juni 1850     | 22 februari 1852 | Whig Party |
|                                | George Grey             | Sir George Grey (1799–1882)                                | Minister voor Koloniale Zaken en Oorlogvoering | 30 juni 1846     | 22 februari 1852 | Whig Party |
|                                | George Eden             | Graaf van Auckland George Eden (1784–1849)                 | Minister voor de Marine                        | 30 juni 1846     | 1 januari 1849   | Whig Party |
|                                |                         |                                                            | Minister voor de Marine                        | Vacant           |                  |            |
|                                | Francis Baring          | Sir Francis Baring (1796–1866)                             | Minister voor de Marine                        | 10 januari 1849  | 22 februari 1852 | Whig Party |
|                                | George Villiers         | Graaf van Clarendon George Villiers (1800–1870)            | Minister van Handel                            | 30 juni 1846     | 22 juli 1847     | Whig Party |
|                                | Henry Labouchere        | Henry Labouchere (1798–1869)                               | Minister van Handel                            | 22 juli 1847     | 22 februari 1852 | Whig Party |
|                                | John Cam Hobhouse       | Sir John Cam Hobhouse (1786–1869)                          | Minister voor Brits-Indië                      | 30 juni 1846     | 5 februari 1852  | Whig Party |
|                                | Fox Maule-Ramsay        | Fox Maule- Ramsay (1801–1874)                              | Minister voor Brits-Indië                      | 5 februari 1852  | 22 februari 1852 | Whig Party |
|                                | Edward Seymour          | Heer Seymour Edward Seymour (1804–1885)                    | Minister van Openbare Werken                   | 1 augustus 1951  | 22 februari 1852 | Whig Party |
|                                | John Campbell           | Baron Campbell John Campbell (1779–1861)                   | Kanselier van het Hertogdom Lancaster          | 30 juni 1846     | 5 maart 1850     | Whig Party |
|                                | George Howard           | Graaf van Carlisle George Howard (1802–1864)               | Kanselier van het Hertogdom Lancaster          | 5 maart 1850     | 22 februari 1852 | Whig Party |
|                                | Ulick de Burgh          | Markies van Clanricarde Ulick de Burgh (1802–1874)         | Minister van Posterijen                        | 30 juni 1846     | 22 februari 1852 | Whig Party |

Russell I ·
Smith-Stanley I ·
Hamilton-Gordon ·
Temple I ·
Smith-Stanley II ·
Temple II ·
Russell II ·
Smith-Stanley III ·
Disraeli I ·
Gladstone I ·
Disraeli II ·
Gladstone II ·
Gascoyne-Cecil I ·
Gladstone III ·
Gascoyne-Cecil II ·
Gladstone IV ·
Primrose ·
Gascoyne-Cecil III ·
Gascoyne-Cecil IV ·
Balfour ·
Campbell-Bannerman ·
Asquith I ·
Asquith II ·
Asquith III ·
Asquith IV ·
Lloyd George I ·
Lloyd George II ·
Law ·
Baldwin I ·
MacDonald I ·
Baldwin II ·
MacDonald II ·
MacDonald III ·
MacDonald IV ·
Baldwin III ·
Chamberlain I ·
Chamberlain II ·
Churchill I ·
Churchill II ·
Attlee I ·
Attlee II ·
Churchill III ·
Eden ·
Macmillan I ·
Macmillan II ·
Douglas-Home ·
Wilson I ·
Wilson II ·
Heath ·
Wilson III ·
Callaghan ·
Thatcher I ·
Thatcher II ·
Thatcher III ·
Major I ·
Major II ·
Blair I ·
Blair II ·
Blair III ·
Brown ·
Cameron I ·
Cameron II ·
May I ·
May II ·
Johnson I ·
Johnson II ·
Truss ·
Sunak ·
Starmer